# Pepsynogen
Pepsynogen – proenzym pepsyny. Wydzielany jest u kręgowców przez komórki główne śluzówki żołądka pod wpływem bodźców nerwowych, w których przekazaniu pośredniczy histamina lub hormonalnych (gastryna). Występuje w kilku formach molekularnych klasyfikowanych w dwóch grupach, różniących się właściwościami histochemicznymi, jako pepsynogeny I (stwierdzane w komórkach głównych i śluzowych gruczołów właściwych żołądka) i pepsynogeny II (stwierdzane także w gruczołach odźwiernikowych). Przemiana pepsynogenu w pepsynę polega na stymulowanym niskim pH (obecnością kwasu solnego) autokatalitycznym odcięciu peptydu blokującego centrum aktywne enzymu.

Przeczytaj ostrzeżenie dotyczące informacji medycznych i pokrewnych zamieszczonych w Wikipedii.